# Стевія медова
Стевія медова (також — медова трава; лат. Stevia rebaudiana Bertoni) — багаторічна трав'яниста рослина, вид роду Стевія сімейства Складноцвіті (Compositae).

## Розповсюдження
Виростає в Південній та Центральній Америці, на північ аж до Аризони.
Культивується й широко використовується в харчових продуктах у Східній Азії, включно з Китаєм (з 1984 р.), Кореєю, Тайванем, Таїландом та Малайзією; її також можна знайти в Сент-Кітс і Невіс, у Південній Америці (Бразилія, Парагвай та Уругвай) та Ізраїлі.
У дикому вигляді зустрічається на напівзасушливих теренах від рівнин до гірських районів.

## Опис
Стевія — багаторічна трав'яниста рослина, яка виростає у вигляді кущів різноманітної форми: овальної (яйцеподібної), кулястої, розлогої, зворотно-конусоподібної або пірамідальної, зворотно-трапецієподібної, циліндричної або подовженої, пірамідальної; зустрічаються також веретеноподібна та конічна форми. Висота рослин, залежно від кліматичних умов року та вологості ґрунту, становить від 45 до 120 см.
Стебла стевії можуть бути прямостоячими або полеглими. Добре опушені. Діаметр стебла на основі від 1,0 до 1,5 см. Рослини першого року розвитку мають одне головне стебло з бічними стеблами. На 2-3 рік вирощування стебел відростає стільки, скільки було закладено нирок на кореневищі.

## Хімічний склад
Листя і стебла рослини включають стевіол, деякі флавоноїди і сапоніни.

## Застосування
Харчова промисловість, медицина, косметика.

## Історія
У 1931 році французькі хіміки М. Брідель і Р. Лав'єль виділили зі стевії глікозиди, які і надають стевії солодкого смаку. Екстракти отримали назву стевіозиди (англ. steviosides) та ребаудіозиди (англ. rebaudiosides).